# Dunsinane
La colina de Dunsinane es un pico perteneciente a las Sidlaws Hills, situado cerca de la villa de Collace en Perthshire, Escocia, a una distancia aproximada de 13 kilómetros al noreste de Perth. Ofrece una buena vista de Carse of Gowrie y del valle del río Tay. Tiene una altitud de 308 metros. Es famosa por su mención en Macbeth, la tragedia de William Shakespeare. En la cima hay algunos restos de un fuerte a los que tradicionalmente se les llama el "castillo de Macbeth". Se cree que este pudo ser el sitio donde Macduff venció a Macbeth de Escocia en 1054.

## En la obra de Shakespeare
La colina es famosa por su mención, junto al bosque de Birnam, en Macbeth, la tragedia en cinco actos de Shakespeare. En el acto cuarto, la tercera aparición que predice el futuro a Macbeth dice: 

THIRD APPARITION. Be lion-mettled, proud, and take no care 
Who chafes, who frets, or where conspirers are.
 Macbeth shall never vanquish'd be until
 Great Birnam Wood to high Dunsinane Hill
 Shall come against him.
TERCERA APARICIÓN. Sé de corazón de león, orgulloso y no te preocupes
De quién proteste, se agite o donde están los que conspiran.
 Macbeth no será derrotado hasta que 
El gran bosque de Birnam suba a la colina de Dunsinane
 Para combatirle.
Macbeth, acto IV, escena I.

En el acto V, las escenas se desarrollan en el castillo de Dunsinane y los alrededores, incluyendo el bosque de Birnam.

## Acceso
El mejor acceso a la colina es desde el pueblo de Collace, situado en la cara norte de Dunsinane. En dicha cara hay un pequeño aparcamiento para 4 o 5 coches de donde parte un sendero a la cima de la montaña.

## Galería

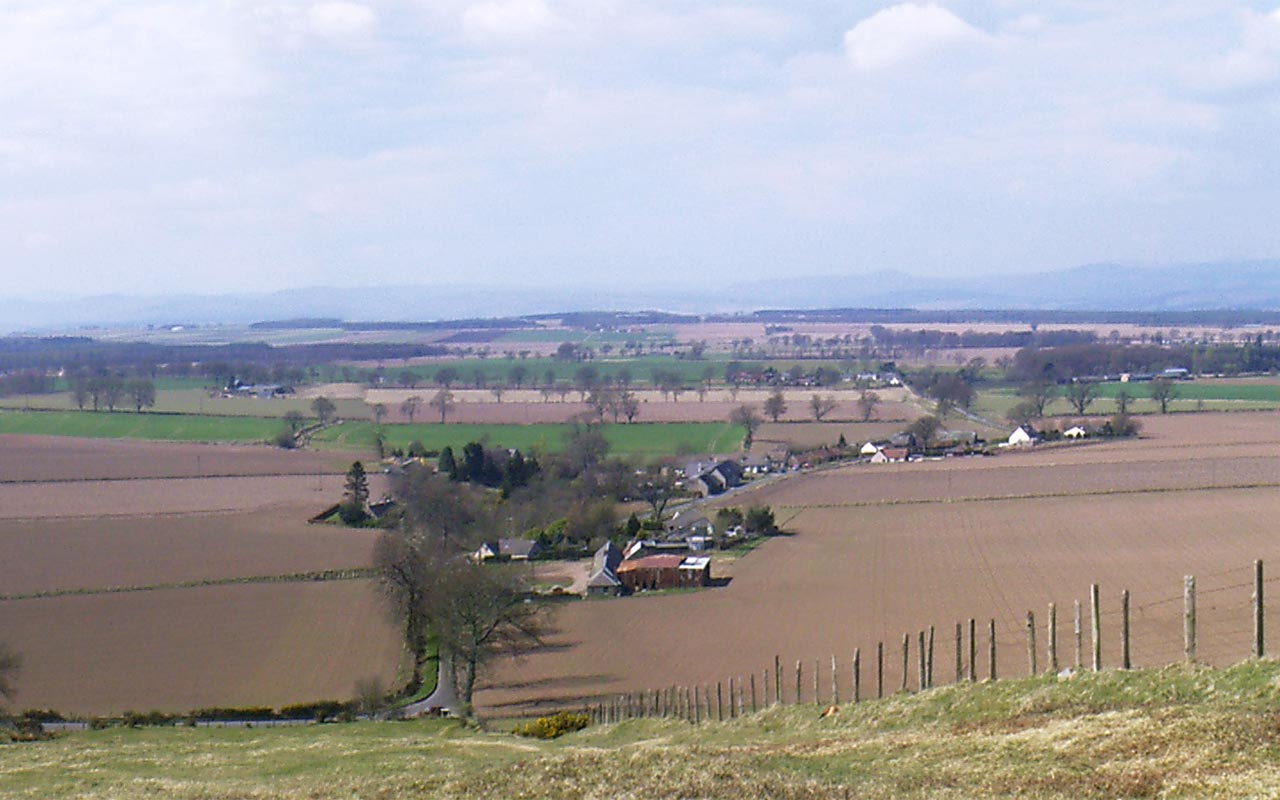
Collace desde la colina de Dunsidane.
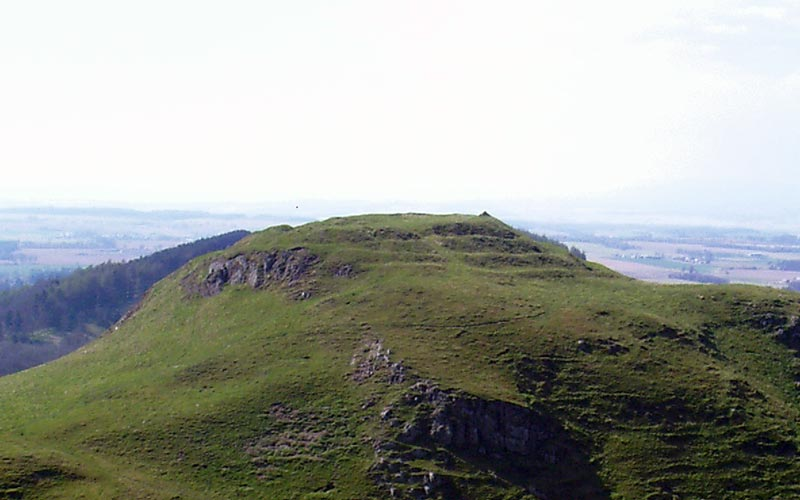
La colina de Dunsinane vista desde Black Hill.